# Luino (Italie)
Luino est une commune de la province de Varèse en Lombardie (Italie). Luino est située sur la rive du lac Majeur.

## Toponymie
Provient du nom Luvino, abréviation de Lupo ou du nom de la plante Lupinus : lupin.

## Histoire
- concession du marché hebdomadaire par l'empereur Charles Quint en 1541.

## Transports
- Luino se trouve sur la ligne ferroviaire qui mène en Suisse
- Escale de la navigation sur le lac Majeur

## Sports
Sports aquatiques

## Climat
Le climat très doux du bord du lac permet la floraison de plantes méditerranéennes,
c'est un micro-climat méditerranéen.

## Administration
| Période                                  | Période  | Identité            | Étiquette | Qualité |
| ---------------------------------------- | -------- | ------------------- | --------- | ------- |
| avril 2005                               | En cours | Gianercole Mentasti |           |         |
| Les données manquantes sont à compléter. |          |                     |           |         |

### Hameaux
Colmegna, Creva, Fornasette, Longhirolo, Poppino, Voldomino, Pezza, Torretta, Ronchi, Pezzalunga, Bonga, Vignone, il Gaggio, Girasole, Roggiolo, Motte, Monte Bedea, Casa Colombaro, Casa Donato, il Valdo, Pezze, Pianazzo, Biviglione, Case Mirabello, Casa Pozzi, Casa Demenech, Casa Ferrario, Trebedora, Cascina Pastore, Baggiolina, Casa Ferrattina, Molino, La Brughiera, Tecco, La Speranza, San Pietro

### Communes limitrophes
| Cannero Riviera (VB), Cannobio (VB) | Maccagno, Agra                                 | Dumenza           |
| Germignaga                          | Luino                                          | Monteggio (CH-TI) |
|                                     | Montegrino Valtravaglia, Brissago-Valtravaglia | Cremenaga         |

### Évolution démographique
Habitants recensés

## Personnalités nées à Luino
- Giacomo Luini (3 février 1771 - Luino † 4 avril 1845 - Luino), homme politique italien des XVIIIe et XIXe siècles.